# Gonomyia burgessi
Gonomyia burgessi är en tvåvingeart som beskrevs av Alexander 1944. Gonomyia burgessi ingår i släktet Gonomyia och familjen småharkrankar. Inga underarter finns listade i Catalogue of Life.